# Sveti Andrija
Sveti Andrija (italienisch Donzella) ist eine unbewohnte kroatische Insel in der Gespanschaft Dubrovnik-Neretva und Teil der Elaphiten. Sie ist ungefähr 11 km von der Stadt Dubrovnik entfernt.

## Geographie
Die Küste der Insel besteht hauptsächlich aus kahlem Gestein. Der westliche Teil der Insel ist geprägt von dichten Nadelwäldern, der Rest von diversen anderen Hartlaubgewächsen. 

## Geschichte
Auf Sveti Andrija, der am weitesten zum offenen Meer hin gelegenen Insel der Elaphiten, befinden sich Reste eines um 1799 offiziell aufgelassenen, vermutlich aber schon davor aufgegebenen Benediktinerklosters und ein 1873 errichteter, seither mehrfach umgebauter Leuchtturm. Sveti Andrija diente überdies Anfang des 15. Jahrhunderts als Quarantänestation für Pestkranke, um die Mitte des 16. Jahrhunderts lebte hier der Benediktinermönch und Dichter Mavro Vetranovič (1482–1576) als Einsiedler.